# 1-Metylonikotynamid
1-Metylonikotynamid (1-MNA) – metylowa pochodna nikotynamidu (niacyny, witaminy B3). Jest to substancja endogenna wytwarzana w wątrobie podczas metabolizowania nikotynamidu. Uczestniczy w tzw. ścieżce odzysku nikotynamidu w szlaku metabolicznym NAD+ (dinukleotydu nikotynoamidoadeninowego), dzięki czemu bierze udział w optymalizacji poziomu NAD+.

## Występowanie
Najwyższe naturalne stężenie 1-MNA znajduje się w algach brunatnych wakame (Undaria pinnatifida - 3,2 mg/100 g suchych alg) i liściach zielonej herbaty (3 mg/100 g produktu). Inne produkty o najwyższym naturalnym stężeniu 1-MNA to seler (1,6 mg/100 g produktu), chińskie czarne grzyby, tzw. shiitake (1,3 mg/100 g grzybów) oraz sfermentowana soja natto (1,0 mg/100 g produktu). 

## Biosynteza
1-Metylonikotynamid jest syntetyzowany głównie w wątrobie na drodze reakcji enzymatycznej katalizowanej przez  N-metylotransferazę nikotynamidową (NNMT). Reakcja ta zachodzi podczas metabolizmu NAD+. 
NNMT można również znaleźć w tkance mózgowej, tkance tłuszczowej, tkance mięśniowej, nerkach, skórze.

## Rola w organizmie
Badania naukowe wykazują wiele właściwości terapeutycznych i prozdrowotnych 1-MNA, m.in. działanie naczynioprotekcyjne, przeciwzakrzepowe, przeciwmiażdżycowe, przeciwzapalne, neuroprotekcyjne oraz poprawiające wydolność organizmu.

### Działanie naczynioprotekcyjne
1-metylonikotynamid poprzez działanie na śródbłonek naczyniowy korzystnie wpływa na naczynia krwionośne. Poprawia biodostępność tlenku azotu (NO), kluczowego dla rozkurczu naczyń i reguluje aktywność śródbłonkowej syntazy tlenku azotu (eNOS) – enzymu odpowiedzialnego za syntezę NO.
Działanie to wykazano w badaniach in vivo i in vitro. 1-MNA podawane doustnie osobom zdrowym i z hipercholesterolemią, zwiększa średnicę tętnicy ramiennej (pomiar FMD) oraz stymuluje wydzielanie tlenku azotu przez komórki ludzkiego śródbłonka.
Dodatkowo 1-MNA w przypadku zaburzonej pracy naczyń (hipertrójglicerydemia lub cukrzyca) przywracał prawidłowy rozkurcz naczyń zależny od tlenku azotu.
1-MNA, zwiększając biodostępność NO, może przeciwdziałać dysfunkcjom śródbłonka, wspomagać jego regenerację i poprawiać funkcjonowanie naczyń w przypadku ryzyka sercowo-naczyniowego.

### Działanie przeciwzakrzepowe
Przeciwzakrzepowe właściwości 1-metylonikotynamidu wynikają z jego zdolności do stymulacji komórek śródbłonka naczyniowego. 1-metylonikotynamid jest endogennym aktywatorem syntezy prostacykliny (PGI2) na drodze zależnej od cyklooksygenazy 2 (COX-2). Endogenna prostacyklina (PGI2) jest odpowiedzialna m.in. za działanie przeciwzakrzepowe i przeciwmiażdżycowe. Jej niedobór powoduje wzmożoną agregację płytek krwi i tworzenie się zakrzepów w tętnicach.

### Działanie przeciwmiażdżycowe i przeciwzapalne
1-MNA wykazuje działanie przeciwmiażdżycowe i przeciwzapalne. Związane jest ono z poprawą zależnej od prostacykliny i tlenku azotu funkcji wydzielniczej śródbłonka naczyniowego, hamowaniem aktywacji płytek krwi, ograniczeniem stanu zapalnego w blaszce miażdżycowej, hamowaniem ogólnoustrojowego stanu zapalnego oraz obniżeniem poziomu TNF-α.
Wykazane w wielu badaniach działanie przeciwzapalne 1-MNA wynika z jego zdolności do stymulacji wydzielania endogennej PGI2 oraz wpływu na obniżenie poziomu IL-4 i TNF-α. Działanie przeciwzapalne 1-MNA związane jest z mechanizmami śródbłonkowymi, a nie bezpośrednim wpływem na funkcje komórek odpornościowych, dzięki czemu nie osłabia ono odpowiedzi organizmu. 

### Optymalizacja NAD+
1-metylonikotynamid jest inhibitorem N-metylotransferazy nikotynamidowej (NNMT). Hamując aktywności NNMT wpływa na regulację biosyntezy NAD+ (dinukleotyd nikotynoamidoadeninowy) poprzez tzw. ścieżkę odzysku nikotynamidu, która jest główną drogą syntezy NAD+ u ssaków. 1-MNA uczestnicząc w ścieżce odzysku nikotynamidu, optymalizuje poziom NAD+.

### Wpływ na SIRT1
1-MNA zwiększa ekspresję genów kodujących sirtuinę 1 (SIRT1) i wpływa na jej stabilizację. SIRT1 to enzym łączony z długowiecznością. Zaobserwowano wpływ 1-MNA na żywotność i długość życia organizmów modelowych oraz związek 1-MNA z SIRT1.

### Działanie neuroprotekcyjne
Doświadczenia na szczurach z cukrzycą wykazały, że 1-metylonikotynamid ma pozytywny wpływ na zmiany zwyrodnieniowe w mózgu, dzięki czemu można dłużej utrzymać sprawność poznawczą.
1-MNA zapobiega zachowaniom depresyjnym osiągając skuteczność porównywalną do działania powszechnego leku przeciwdepresyjnego (fluoksetyna). To działanie 1-MNA wynika prawdopodobnie z ograniczenia neurozapalenia występującego w stanie depresyjnym, ograniczenia cytokin prozapalnych (IL-6, TNF-α) oraz zwiększenia ekspresji białka BDNF (neurotroficzny czynnik pochodzenia mózgowego, białko wspomagające przetrwanie istniejących neuronów oraz stymulujące wzrost i różnicowanie nowych neuronów i synaps).
Neuroprotekcjne działanie 1-metylonikotynamidu wynika z jego zdolności do ochrony przed niektórymi neurotoksynami, przed toksycznym wpływem blaszek peptydowych (Aβ) odkładających się w mózgu, działaniem hamującym odpowiedź neurozapalną i apoptozę komórek nerwowych. 1-MNA wpływa korzystnie na poprawę deficytów pamięci i funkcji poznawczych. 1-MNA może być nową strategią w przypadku problemów z pamięcią, uczeniem się oraz innych zaburzeń neurodegeneracyjnych.

### Wpływ na wydolność organizmu
1-metylonikotynamid działa jako miokina, wspomagając organizm w wykorzystaniu aminokwasów do glukoneogenezy w wątrobie i stymulując lipolizę w tkance tłuszczowej, co dostarcza energii mięśniom. Suplementacja 1-MNA poprawia tolerancję na wysiłek i zmniejsza zmęczenie. Po miesiącu suplementacji 1-MNA pacjenci po COVID-19 odnotowali poprawę dystansu uzyskanego w teście 6 minutowego marszu (6MWT). Poprawę wyniku testu odnotowało 92% osób stosujących 1-MNA, a wielu z nich zgłaszało również mniejsze zmęczenie. Poprawa dystansu u osób stosujących 1-MNA była 3-krotnie wyższa niż w grupie kontrolnej.
Kolejne badania ponownie wskazują na zdolność 1-MNA do poprawy wydolności wysiłkowej organizmu. Działanie to związane jest ze stymulacją uwalniania PGI2, co dodatkowo chroni mikrokrążenie wieńcowe, płucne i obwodowe przed tworzeniem się mikroagregatów płytek krwi oraz wpływa na odpowiednie ukrwienie tkanek mięśniowych. Dzięki temu mechanizmowi 1-MNA może chronić przed ryzykiem sercowo-naczyniowym spowodowanym wysiłkiem fizycznym, zwłaszcza w przypadku upośledzonej odpowiedzią śródbłonka naczyniowego. 

## Komercjalizacja
1-Metylonikotynamid został dopuszczony do stosowania w żywności w formie chlorku 1-metylonikotynamidu.
Proces zgłoszenia i rejestracji chlorku 1-MNA jako nowej żywności na terenie Unii Europejskiej został z sukcesem przeprowadzony przez firmę Pharmena SA. W roku 2017 ukazała się opinia Europejskiego Urzędu ds. Bezpieczeństwa Żywności (EFSA), która potwierdziła bezpieczeństwo stosowania chlorku 1-MNA w żywności (suplementach diety). Na podstawie pozytywnej opinii EFSA w 2018 Komisja Europejska Rozporządzeniem Wykonawczym 2018/1123 zezwoliła na wprowadzenie chlorku 1-MNA jako nowej żywności w segmencie suplementy diety i przyznała firmie PHARMENA SA prawo ochrony danych zgłoszeniowych.
Chlorek 1-MNA dostępny w żywności musi spełniać parametry jakościowe określone w Rozporządzeniu Wykonawczym Komisji (UE) 2018/1123.